# Rhynchotheca spinosa
Rhynchotheca es un género monotípico de plantas fanerógamas perteneciente a la familia Vivianiaceae, anteriormente estuvo incluida en Geraniaceae. Su única especie: Rhynchotheca spinosa, es originaria de Ecuador y Perú.

## Taxonomía
Rhynchotheca spinosa fue descrita por Ruiz & Pav.  y publicado en Systema Vegetabilium Florae Peruvianae et Chilensis 1: 142. 1798.
Sinonimia
- Rhynchotheca diversifolia Kunth
- Rhynchotheca integrifolia Kunth[3]